# Hérin

Hérin este o comună în departamentul Nord, Franța. În 1 ianuarie 2022 avea o populație de 4.176 de locuitori.